# Risby Vang
Risby Vang er en skov i Helsingør Kommune. Skoven er fredskov. Skoven er overvejende en overvejende bøgeskov. Skovens størrelse er 66,6 ha. Skoven forbinder Klosterris Hegn og Horserød Hegn således, at disse - sammen med Gurre Vang - udgør et sammenhængende skovområde.

## Geologi og jordbund
Skoven ligger i et morænelandskab fra sidste istid. Jornbunden er præget af sand og grus. I forbindelse med lavninger findes postglaciale aflejringer af tørv.

## Plantevækst
Skoven er domineret af bøg, eg og ær, men der findes også en del rødeg, sitkagran og douglas.

## Fredninger m.m.
Egentlige fredninger er ikke foretaget.
Skoven er fredsskov, og i skoven findes en række fredede fortidsminder.

## Anvendelse
Skoven er produktionsskov.
Skoven fungerer også som ekstensiv udflugtsskov. Risby Vang indgår i Nationalpark Kongernes Nordsjælland.